# Alcúdia
Alcúdia település Spanyolországban, a Baleár-szigeteken. Alcúdia Muro, Sa Pobla és Pollença községekkel határos. Lakosainak száma 21 683 fő (2024).

## Népesség
A település népessége az elmúlt években az alábbi módon változott:
| Lakosok száma | 12 942 | 15 057 | 16 176 | 19 071 | 19 243 | 19 768 | 19 296 | 20 241 | 20 651 | 21 683 |
|               | 2001   | 2004   | 2006   | 2009   | 2011   | 2014   | 2016   | 2019   | 2021   | 2024   |